# Klaus von Sehested
Klaus von Sehested, gelegentl. auch Klaus von Seested, (* 1612 auf Schloss Højä bei Vejle, Dänemark; † 27. Januar 1649 in Hindsgavl, Fünen) war ein dänischer Hofbeamter und Politiker.

## Leben
Sehested war der Sohn von Alexander Sehestedt, dem Propst des Klosters Uetersen, und dessen Ehefrau Margarethe von Ahlefeldt. Mit fünf Jahren verlor Sehested seinen Vater. Seine erste Erziehung genoss er durch Hauslehrer.
Von Juli 1629 bis August 1631 studierte Sehested an der Akademie in Sorø und wechselte dann an die Universität nach Straßburg.
Nach dem Abschluss seines Studiums wirkte er als Hofjunker am dänischen Hof. Von dort wechselte er bald in die Dienste Erzbischofs Friedrich von Dänemark in Bremen und avancierte dort bald zum Hofmarschall.
Ende 1636 weilte Fürst Ludwig I. von Anhalt-Köthen anlässlich seiner norddeutschen Reise in Schleswig. Dort wurde Klaus von Sehested (wahrscheinlich zusammen mit Graf Christian zu Rantzau) in die Fruchtbringende Gesellschaft aufgenommen. Der Fürst verlieh Sehested den Gesellschaftsnamen der Sonderbare und als Motto jn anmuthigem Geruche. Als Emblem wurde ihm die wohlriechende Kornblume (Amberboa moschata L. DC.) zugedacht. Im Köthener Gesellschaftsbuch findet sich Sehesteds Eintrag unter der Nummer 284. Dort ist auch das Reimgesetz verzeichnet, das er anlässlich seiner Aufnahme verfasst hatte:
Der Kornblümelein ist ein geschlecht vorhanden,
Die man wolriechend find auch itzt in Vnsern landen,
Fast vnvermuthet ist ihr ruch vnd sonderbahr,
Vnd doch in seiner arth anmuthig gantz vnd gar.
Den nahmen Sonderbahr hat man mir drumb gegeben,
Auf daß soll sonderbar ein Jeder auch sein leben
Dermaßen stellen ahn, daß er Zuforderst Gott,
Darnach dem Nechsten die’, vnd trew sey biß in todt.
Ende 1643 wurde Sehested zum Amtmann von Hindsgavl auf Fünen berufen. Als solcher heiratete er im Oktober desselben Jahres Christenza von Lichtenow. Anlässlich dieser Hochzeit hielt der Dichter und Prediger Johann Rist eine bemerkenswerte Rede.
Im Alter von 37 Jahren starb nach einem Jagdunfall Klaus von Sehested am 27. Januar 1649 in Hindsgavl auf West-Fünen.
| Personendaten    | Personendaten                      |
| ---------------- | ---------------------------------- |
| NAME             | Sehested, Klaus von                |
| ALTERNATIVNAMEN  | Seested, Klaus von                 |
| KURZBESCHREIBUNG | dänischer Hofbeamter und Politiker |
| GEBURTSDATUM     | 1612                               |
| GEBURTSORT       | Schloss Højä bei Vejle, Dänemark   |
| STERBEDATUM      | 27. Januar 1649                    |
| STERBEORT        | Hindsgavl auf Fünen                |